# 幻燈片投影機

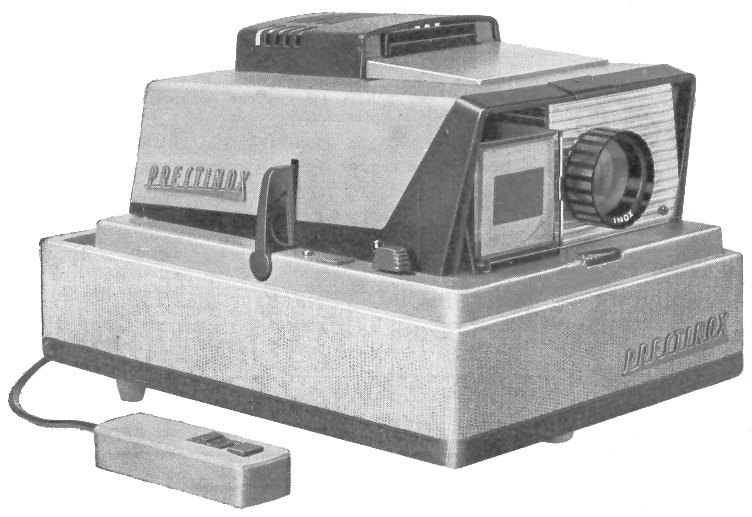
1960年的幻燈片投影機

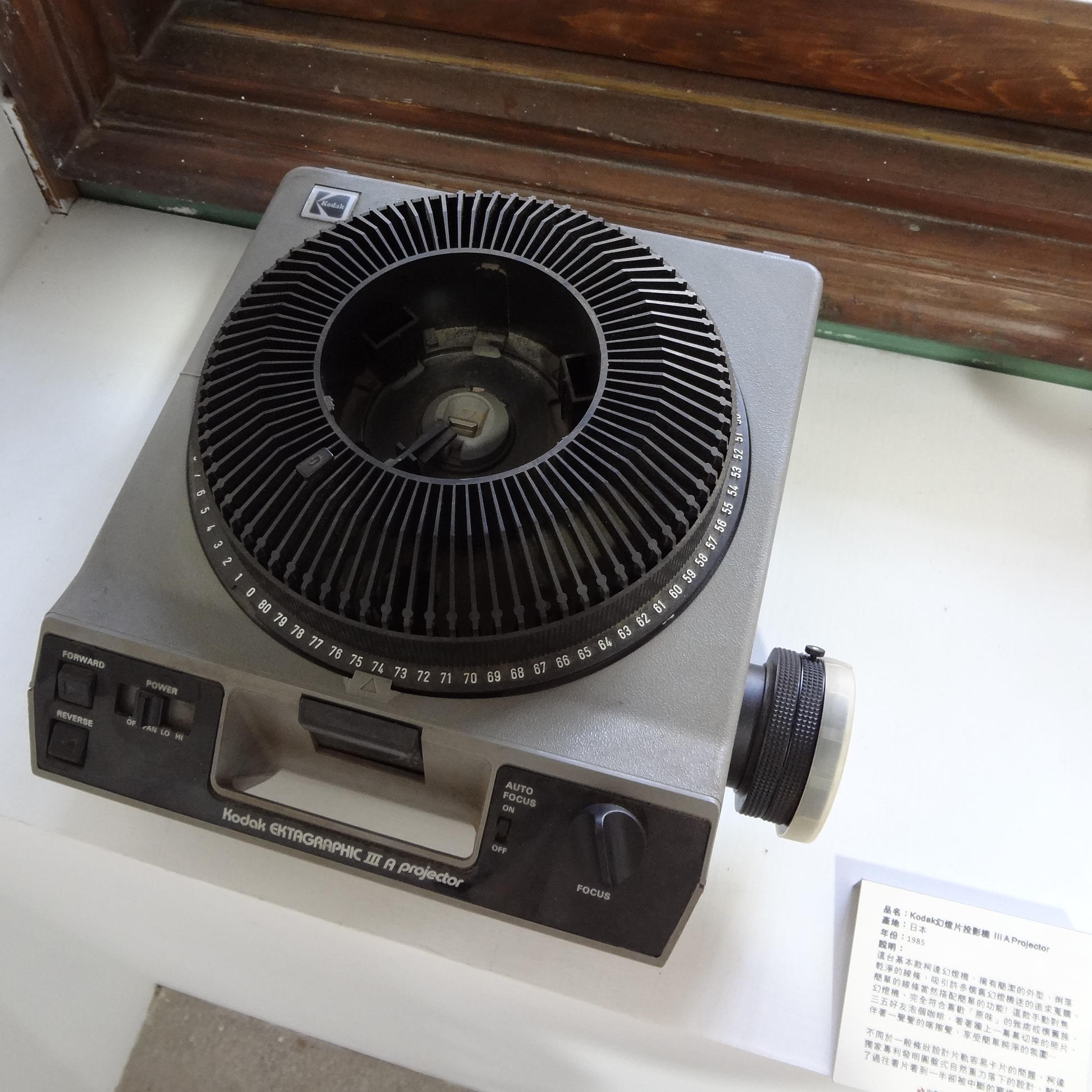
1985年的圓盤式幻燈片投影機

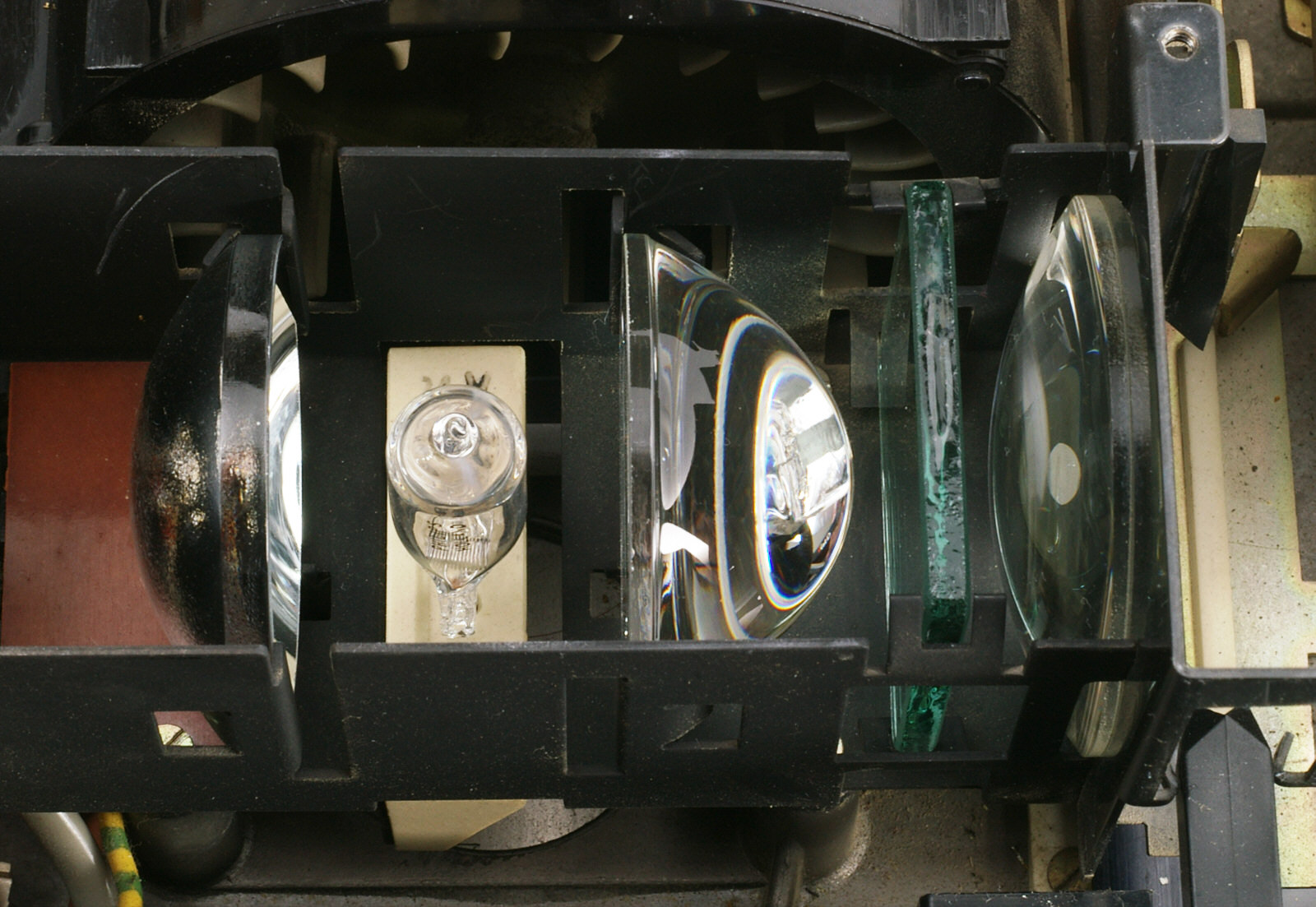
光線途徑

幻燈片投影機是一種用來瀏覽幻燈片的投影機，有主要四個組成元件:39–40：利用風扇冷卻的燈泡（或其他光源）、反射鏡和聚集光束鏡頭、幻燈片載盤以及聚焦鏡片。在聚焦鏡片和幻燈片中間裝有一片吸收熱能的玻璃，以防止幻燈片損壞，此玻璃可讓可見光波通過並吸收紅外線。
光源通過幻燈片和鏡頭後會產生一個放大的影像，投射在呈垂直角的投影幕上，所以觀眾就可以看到影像。另外，影像也可投影在投影幕的另一側，如此一來，觀眾在走動時並不會干擾光線的投射情況，也不會誤撞投影機，只不過投影幕須為半透明，否則觀眾便看不到影像。
幻燈片投影機在1950年代和1960年代相當的常見，主要為娛樂用途，家人和朋友會聚集在一起欣賞幻燈片。現今，因為低成本的紙本刊物、數位攝影機、DVD媒體、液晶顯示器和视频投影机相當的普及，幻燈片投影機已被取代。
2004年10月，柯達宣布已不再生產幻燈片投影機，某些國家已經很難找到影像處理師來製作幻燈片了。

## 另見
- 投影機
- Slideshow